# San Rosendo
San Rosendo is een gemeente in de Chileense provincie Biobío in de regio Biobío. San Rosendo telde 3.412 inwoners in 2017 en heeft een oppervlakte van 92 km².
- Virtual International Authority File: 1993151595765005470007